# Premier jour
Pour les articles homonymes, voir Le Premier Jour et FDC.

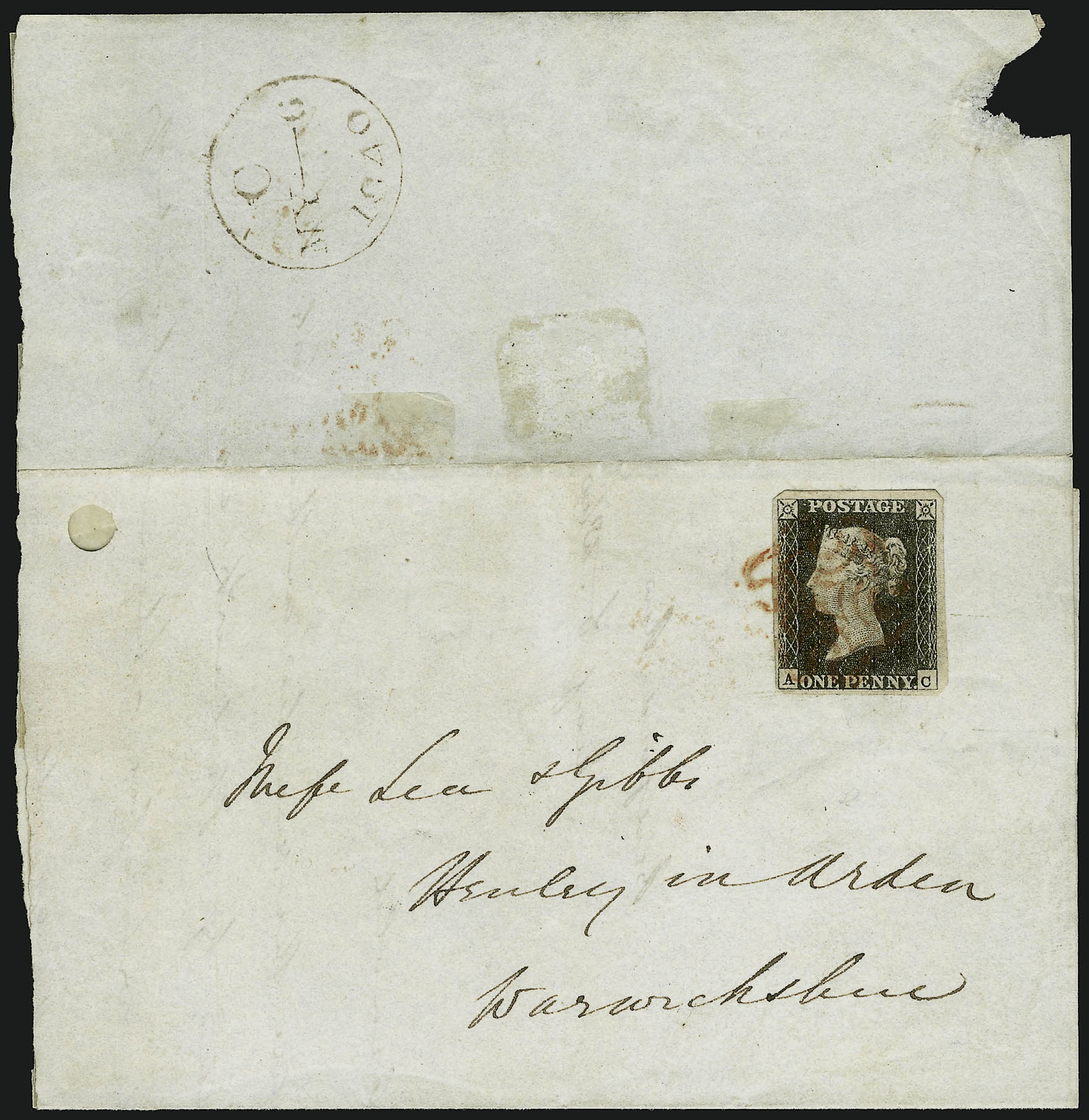
Le premier jour du Penny Black, le 6 mai 1840, le premier timbre du monde

Dans la philatélie, premier jour (en anglais, first day cover ou FDC) désigne le premier jour d'émission d'un timbre-poste. Il fait désormais l'objet d'une manifestation philatélique où sont émis des souvenirs particuliers.

## La manifestation «premier jour d'émission»
Face au développement de la collection de timbres, les administrations postales ont créé des manifestations de promotion au cours desquelles le timbre peut être oblitéré avec un cachet spécial. Le bureau qui offre cette oblitération est souvent installé dans une ville liée au sujet du timbre.
En France, la manifestation a le plus souvent lieu le samedi et le dimanche précédant la mise en vente officielle du timbre dans les bureaux de poste.

## Exemple d'usage du cachet «Premier jour»
L'administration postale et des éditeurs philatéliques confectionnent des enveloppes premier jour. Elles portent le timbre oblitéré par le cachet premier jour qui porte souvent un dessin en rapport avec le dessin du timbre. Sur le côté gauche de l'enveloppe, une illustration imprimée ou cousue développe le sujet du timbre.
Dans leurs catalogues de vente, certains marchands désignent ces enveloppes par l'abréviation de leur nom en anglais : FDC pour First Day Cover.
Dans la même idée, des cartes postales sont ainsi vendues comme des cartes maximum puisque le sujet de la carte, le timbre et le cachet ont le même sujet en commun. Selon les administrations postales, des notices et documents philatéliques peuvent être proposés oblitérés avec le cachet premier jour.
Lors des manifestations premier jour, les collectionneurs peuvent confectionner leur propre courrier. La poste prend en charge le pli qui est oblitéré avec le cachet premier jour.

## Une collection étendue
Pour développer une collection originale, certains collectionneurs parviennent à confectionner des enveloppes premier jour en cherchant d'autres éléments que la date d'émission du timbre.
Un collectionneur est ainsi connu pour avoir posté sciemment et conservé une enveloppe à Tende le jour où cette commune est devenue officiellement française. Le cachet d'oblitération est le cachet habituel, ainsi que le timbre d'usage courant, mais elle présente cette curiosité particulière.
Cette collection demande évidemment des recherches et de la prévision pour trouver ce genre d'occasion.

## Date de première utilisation du timbre
Il arrive que le timbre ait pu servir avant son premier jour d'émission, soit qu'il a été volé ou vendu trop tôt par des agents postaux inattentifs.
Ces timbres revêtus d'un cachet à date lisible sont évidemment très recherchés dès qu'il a été découvert qu'un bureau a pu les délivrer par avance.

## Oblitération dernier jour
Plus rarement, les administrations postales mettent à la vente des souvenirs philatéliques baptisés « Dernier jour d'émission ». En France, cela a concerné le retrait à la vente de la Marianne du Bicentenaire et de la Marianne du 14 juillet avec les valeurs faciales en franc.
Si la date de retrait à la vente est importante dans la vie d'un timbre, certains collectionneurs ont émis des réserves devant ces objets puisque ces timbres restent valables pour affranchir le courrier. En effet, le plus souvent, ils ne sont pas démonétisés.